# Max Haehnel
Max Alfred Haehnel (Hähnel, Hänel), född 20 oktober 1863 i Lund, död 11 december 1921 i Stockholm, var en svensk målare, tecknare och grafiker.
Han var son till ritmästaren Carl Hänel och Amalie Weitzman samt gift med Hanicken Ehn. Haehnel studerade konst vid Konstakademien 1886-1887 och etsningstekniker för Axel Tallberg 1912-1914. Han medverkade i Norrlands konstförenings Sundsvallsutställning 1893. Som tecknare var han anlitad av Aftonbladet 1900-1921. Haehnel är representerad vid Nationalmuseum.